# Dead Memories
Dead Memories (em português: "Memórias Mortas") é o terceiro single do quarto álbum, All Hope Is Gone, da banda de heavy metal Slipknot. O videoclipe da música foi dirigido por P. R. Brown e Shawn Crahan. O vídeo estreou na MTV2 em 25 de outubro de 2008.

## Videoclipe
O videoclipe de Dead Memories foi dirigido por P. R. Brown.Em 30 de setembro de 2008 a gravadora da banda Roadrunner Records lançou um vídeo teaser de 15 segundos no YouTube que contou com o vocalista Corey Taylor, no que parece ser um túmulo sob chuva torrencial. O vídeo estreou no MTV em 25 de outubro de 2008. A história do videoclipe foi feita pelo percussionista Shawn Crahan. Crahan chama o videoclipe de "um curta-metragem" e admite que foi um vídeo "muito" caro.
O videoclipe começa com Corey Taylor andando pelo Capitólio do Estado de Iowa no centro de Des Moines indo para a área rural. Taylor anda pelos campos e começa a cavar. Ele aparentemente cai por terra em uma sala abaixo, agora usando sua máscara. A sala é ocupada pelo DJ Sid Wilson, que está rastejando nas paredes e no teto. Taylor abre as cortinas, só para descobrir a visão obscurecida pela terra, o que sugere que o quarto é no subsolo. Wilson tenta impedir Taylor de sair da sala, agarrando sua perna, no entanto, Taylor é capaz de sair da sala e entra um segundo quarto, que é ocupada pelo baterista Joey Jordison, que está sendo mimado por belas mulheres. Taylor olha a cena, mas não interage com ninguém, e então sai da sala. Jordison olha seu reflexo em um espelho e se transforma como saídas de Taylor.
Ele entra em um terceiro quarto que é ocupado pelo sampler Craig Jones, quando Taylor entra na sala o vídeo está em negativo e assim permanece durante todo o cenário, embora as ações de Taylor sugerem que é muito escuro. Taylor anda e Jones que permanece imóvel ele resolve inspecionar sua máscara e retira um dos pregos dentro dele. Aparecem luzes fortes que saem do corpo de Jones, assim cegando Taylor e então sai da sala e entra em um quarto, que é ocupada pelo então baixista Paul Gray.
A sala está cheia de espelhos e em um deles parece refletir Paul em vez de Taylor, que está visivelmente nervoso e tenta determinar se é Paul ou não pelo afastamento do espelho e volta a ele. Taylor acena com a mão, mas Gray usa a mão errada, e revela que ele não é uma reflexão. Gray tenta socar Taylor, assim, quebrando o espelho, e a sua imagem aparece em todos os espelhos, Taylor visivelmente assustado, se afastando assim Taylor cai para trás, e em outra sala, ocupada pelo percussionista Shawn Crahan que está dançando com várias mulheres, e não reconhece Taylor, embora uma das mulheres tenta convencê-lo a ficar, que o puxa impedindo que este vá para a sala seguinte, ele consegue escapar e segue para a próxima sala, que é ocupada pelo guitarrista Mick Thomson. A sala é estreita e Taylor não consegue fazer Thomson sai de sua frente porque este é muito grande. Thomson então avança em cima de Taylor, porém Taylor não consegue passar e volta. A sala agora é ocupada pelo guitarrista James Root e várias mulheres,(provavelmente como ficou muito tempo lutando com Thomson, essa seria uma forma de dizer que os lugares que visitamos no passado não são mais os mesmos hoje) envolvidos em uma briga de travesseiro. Root reconhece Taylor, mas parece muito preso no momento para interagir com ele. Taylor caminha através da multidão em uma sala escura que é ocupada pelo percussionista Chris Fehn que está acendendo velas, Taylor fica o encarando por alguns instantes quando ele apaga a vela recém-acesa, tudo fica escuro e Taylor consegue sair do buraco de onde tinha caído, e ele se vê cavando igual ao começo do videoclipe. Em 5 de novembro de 2009 foi lançado o vídeo com 10 minutos de duração com a narração de Corey Taylor.
O video reflete as tensões dentro da banda, especialmente ao confronto Gray-Taylor, o tema subsolo reflete que quando os membros usam suas máscaras eles se desligam do resto do mundo.